# Daisuke Tada
Daisuke Tada (jap. 多田 大介 Tada Daisuke; ur. 11 sierpnia 1982) – japoński piłkarz występujący na pozycji bramkarza.

## Kariera klubowa
Od 2001 do 2013 roku występował w klubach Cerezo Osaka, Ehime FC, Omiya Ardija, Gainare Tottori i FC Gifu.